# Saaristoa abnormis
Saaristoa abnormis là một loài nhện trong họ Linyphiidae. Chúng xuất hiện phần lớn ở châu Âu.
Loài này thuộc chi Saaristoa và được John Blackwall miêu tả năm 1841.